# Miłość i śmierć
Miłość i śmierć (ang. Love and Death) – amerykańska komedia z 1975 roku. Piąty, w pełni autorski (scenariusz, reżyseria, główna rola) film Woody’ego Allena.
Zdjęcia do filmu kręcono przez 20 tygodni.

## Opis fabuły
Rosja początku XIX wieku. Oczekujący w celi na wykonanie wyroku skazaniec Borys Gruszenko opowiada o swoim życiu. Pochodził z typowo rosyjskiej rodziny ziemiańskiej. Jego ojciec posiadał maleńki skrawek ziemi (w filmie jest to autentyczny kawałek trawnika z ukorzenioną ziemią, który ojciec nosi za pazuchą). Miał dwóch braci – Iwana i Michaiła – chłopów na schwał. Zawsze się jednak od nich odróżniał – cherlak w okularach. Zadawał filozoficzne pytania o istocie życia i śmierci, istnieniu Boga oraz za wszelką cenę pragnął przeżyć coś mistycznego, najlepiej jakiś biblijny cud. Kochał się również w swojej kuzynce Sonii, która z kolei była zakochana w jego bracie Iwanie, a poślubiła handlarza śledziami Woskowieka. Gdy Napoleon uderzył na Austrię (1807) i Rosja weszła do koalicji antynapoleońskiej, Borys wraz z braćmi udał się na wojnę. Był to kompletny łamaga, pacyfista z urodzenia, który nie potrafił nawet utrzymać karabinu. Jednak podczas wielkiej bitwy z francuzami wykazał się bohaterskim czynem – chowając się w lufie armaty został wystrzelony wprost do namiotu z francuskimi generałami, którzy zdezorientowani oddali mu się do niewoli. Borys powrócił do stolicy w aureoli bohatera i spotykał się z hrabiną Aleksandrową, której imponował młody człowiek. Spędzili razem noc, w wyniku czego adorator hrabiny Anton Liebiedokow wyzwał Borysa na pojedynek. Pewna śmierci Borysa Sonia, która w tym czasie zdążyła już owdowieć (Woskowiek zastrzelił się przypadkiem podczas czyszczenia pistoletu), z litości obiecała Borysowi małżeństwo, jeśli ten wyjdzie cało z pojedynku. Tak się też staje – Borys pomimo zranienia przez Lebiedokowa oddał strzał w powietrze, darując życie Lebiedokowowi. Ten, ujęty jego wspaniałomyślnością uznał całą rzecz za zakończoną. Sonia poślubiła Borysa złorzecząc w duchu. Ich sielankowe życie w majątku Borysa przerwał najazd Napoleona na Rosję (1812). Obydwoje uznali, że aby mogli żyć dalej w spokoju, aby Borys nie musiał iść na wojnę, a jego majątek nie uległ zniszczeniu, muszą po prostu zabić cesarza Francuzów. Obydwoje udali się w niebezpieczną misję do Moskwy. Po drodze spotkali w zajeździe parę hiszpańskich arystokratów – don Francisco i jego siostrę, którzy spieszyli na spotkanie z Napoleonem. Obydwoje unieszkodliwili arystokratę (ogłuszyli) i podszywając się pod hiszpańskie rodzeństwo udali do cesarza. Podstęp się udał, Napoleon był zauroczony piękną Sonią i bez trudu dał się jej zwabić do jej pokoju, gdzie czekał Borys z pistoletem. Jednak w decydującym momencie żadne z nich nie było w stanie oddać śmiertelnego strzału – nie pozwoliły im na to ich poglądy na sprawy życia i śmierci. Kiedy obydwoje wiedli filozoficzną dyskusję nad moralnym aspektem ich czynu, prawem do zadania człowiekowi śmierci, z szafy wyszedł spiskowiec, który oddał strzał do cesarza, jak się później okazało jego sobowtóra. Borys trafił do więzienia, Soni udało się zbiec. W celi śmierci spełnia się wreszcie największe marzenie Borysa – widzi anioła, który obiecuje mu, że rankiem, tuż przed egzekucją Napoleon wspaniałomyślnie go ułaskawi. Pewny siebie Borys staje przed plutonem egzekucyjnym dowcipkując. Niestety, przepowiednia okazała się fałszywa – w ostatniej scenie filmu kostucha prowadzi Borysa przez rosyjskie pola z rosyjską muzyką ludową w tle.

## Role
- Woody Allen – Borys Gruszenko
- Diane Keaton – Sonia
- James Tolkan – Napoleon Bonaparte
- Harold Gould – Anton Liebiedokow
- Olga Georges-Picot – hrabina Aleksandrowna
- Zvee Scooler – ojciec Borysa
- Despo Diamantidou – matka Borysa
- Henry Czarniak – Iwan Gruszenko
- Féodor Atkine – Michaił Gruszenko
- Jessica Harper – Natasza
- Brian Coburn – Dmitrij
- Tony Jay – Władimir Maksimowicz
- Howard Vernon – gen. Leveque
- Alfred Lutter – młody Borys
- Georges Adet – stary Niechamkin
- Sol Frieder – Woskowiek
- Lloyd Battista – don Francisco
- Frank Adu – sierżant
- Leib Lensky – ojciec Andriej
- C.A.R. Smith – ojciec Nikołaj
- Denise Péron – doña Francisco
- Florian – wujek Nikołaj
- Harry Hankin – wujek Sasza
- Jack Lenoir – Krapotkin

i inni.

## Parodia
Jak wiele wcześniejszych filmów Allena jest to parodia, tym razem rosyjskiej literatury i kina epickiego. Wiele scen bitwy z Francuzami filmowanych jest za pomocą ujęć najazdowych kamery, tak jak ma to miejsce w wypadku najgłośniejszej ekranizacji Wojny i pokoju z 1967 roku. W ścieżce dźwiękowej scen z bitwy pojawiają się wątki muzyki do filmu Aleksander Newski Eisensteina z 1938. Jednak przede wszystkim, w filmie tym Woody Allen parodiuje rosyjską literaturę. Ukazane w „krzywym zwierciadle” elementy powieści Tołstoja i Dostojewskiego, bez trudu można dostrzec w fabule filmu (filozoficzne rozważania głównych bohaterów, poetyckie monologi, zawiłość akcji i jej nieoczekiwane zwroty, wielka lub tragiczna miłość, bohaterska lub nieoczekiwana śmierć, wielka wojna, romantyczne pojedynki, itp.). Rozmowa Borysa z ojcem w celi śmierci składa się z tytułów i bohaterów powieści Dostojewskiego (Zbrodnia i kara, Gracz, Bracia Karamazow, Idiota i in.). Film przepełniony jest celowymi, komicznymi anachronizmami, takimi jak np. czarnoskóry sierżant musztrujący Borysa w typowo amerykańskim stylu lub sprzedający hot dogi człowiek i cheerleaderki na polu bitwy czy też nieodłączny atrybut Allena – okulary, itp.

## Varia
- Woody Allen uważa ten film za najbardziej osobisty i ulubiony[5].
- W pierwszej wersji film miał mieć muzykę autorstwa Strawinskiego, jednak po obejrzeniu już ukończonego filmu, Allen uznał ją za „mało komiczną” i zwrócił się ku Prokofiewowi[5].
- Film znalazł się w 500-setce najlepszych filmów wszech czasów brytyjskiego miesięcznika Empire (pozycja 301)[6].

## Zdjęcia
Zdjęcia do filmu realizowane były na terenie Węgier (Budapeszt), Francji (Paryż).